# Grabow, Jerichower Land
Grabow là một đô thị thuộc huyện Jerichower Land, bang Sachsen-Anhalt, Đức. Đô thị Grabow, Jerichower Land có diện tích 32,01 kilômét vuông, dân số thời điểm ngày 31 tháng 12 năm 2006 là 715 người.